# Secamone racemosa
Secamone racemosa là một loài thực vật thuộc họ Asclepiadaceae. Loài này có ở Burundi, Cameroon, Cộng hòa Dân chủ Congo, Guinea Xích Đạo, Rwanda, và Uganda. Môi trường sống tự nhiên của chúng là vùng núi ẩm nhiệt đới hoặc cận nhiệt đới. Chúng hiện đang bị đe dọa vì mất môi trường sống.